# Штаты Джерси
Штаты Джерси (англ. The States of Jersey, фр. États de Jersey, норманд. Êtats d'Jèrri) — парламент коронного владения британской короны Джерси, до 2005 года также выполнявший функции органа исполнительной власти, перешедшие Совету министров Джерси во главе с Главным министром. Штаты Джерси проводят свои заседания в здании Палаты Штатов в столице Джерси — городе Сент-Хелиер.

## Полномочия
Штаты Джерси являются единственным органом законодательной власти в бейливике Джерси, деятельность которого регулируется «Законом о Штатах Джерси» 2005 года. Основной формой нормативного акта выпускаемого Штатами является закон (англ. Law, фр. Loi).
Выпущенный Штатами закон не может быть заблокирован никаким вето, однако вступает в силу только после его одобрения монархом Великобритании, как носителем титула герцога Нормандии и главы Джерси.
Совет министров Джерси, являющийся правительством бейливика, формируется в результате выборов Штатами Главного министра, а затем голосования по предложенным кандидатурам министров.

## Структура
В состав Штатов Джерси входят 12 сенаторов, 29 депутатов, 12 коннетаблей и 4 члена ex-officio, обладающих правом только совещательного голоса.
Сенаторы избираются всеобщим прямым голосованием по единому избирательному округу, который образует весь остров Джерси, сроком на 6 лет. Сроки полномочий сенаторов смещены таким образом, что каждые 3 года происходят очередные выборы на замещение шести сенаторских кресел.
Депутаты, подобно сенаторам, выбираются по мажоритарной системе, однако для их выборов территория Джерси разбита на 17 округов, от каждого из которых выбирается от одного до четырёх членов парламента. Полномочия депутатов длятся 3 года.
Коннетабль представляет собой главу каждого из 12 приходов Джерси, который не проходит отдельных выборов в парламент, а получает право на членство в Штатах на основании своей должности в администрации прихода. Коннетабли избираются на трёхлетний срок.
Членами парламента острова по праву своего статуса являются также бейлиф Джерси, генеральный прокурор, генеральный стряпчий и декан Джерси, как глава Церкви Англии на острове. Бейлиф, если он присутствует на заседании Ассамблеи Штатов, выполняет функции председателя. Однако все четыре указанных должностных лица имеют право участвовать лишь в обсуждении законов, но не в их принятии.